# Ellenforradalom
Az ellenforradalom politikai, társadalomfilozófiai fogalom, amely forradalmakkal való szembefordulást, az azok által létrehozott gyökeres változások, a társadalmi haladás visszafordítását jelenti. Az 1789-es francia forradalom nyomán vált általánosan elterjedt fogalommá. A forradalom ellenfelei, a királypártiak – legitimisták, monarchisták – vallották magukat egyúttal ellenforradalmárnak. (Lásd még: Vendée-i felkelés) Ez a politikai áramlat később is fennmaradt, és a Vichy-Franciaország is ellenforradalmi rendszerként azonosította magát, jelszavaként a konzervatív munka, család, haza hármasságot választva a forradalmi szabadság, egyenlőség, testvériség helyett.
A 20. század első felében több országban a konzervatív pártok hivatalos elnevezésükben is szerepeltették az ellenforradalmi jelzőt. Magyarországon is az őszirózsás forradalom, majd a Tanácsköztársaság bukása után egy ideig a két világháború közötti Magyarország ellenforradalminak nevezte magát.
A baloldali munkásmozgalom kialakulása, majd az államszocializmus létrejötte után a kommunista ideológiában az ellenforradalmi jelzőt a kommunistaellenességgel azonosították, sőt bármiféle ellenzéki megnyilvánulás címkéjévé vált.
A különféle baloldali ideológiák hatókörének kiterjedése az ellenforradalmi jelzőt általában pejoratív hangulatúvá tette, bár néhány kommunistaellenes mozgalom – mint a kubai emigránsok vagy Nicaraguában a kontrák – továbbra is büszkén vallották ellenforradalminak magukat.

## Etimológiája
Nyelvileg a latin revolutio a magyar forradalom szóval ellentétben egyszerűen mechanikai fordulatot is jelent. A szó alkalmazása a politikában először arra utalt, hogy az alul levők felülre kerülnek; ezzel szemben a contra-revolutio értelemszerűen az eredeti rend helyreállítását jelentette.

## A francia forradalomra adott válasz
A francia forradalom nem csupán az ancien régime kiváltságos csoportjait érintette érzékenyen, hanem a városi céheket és vidéki parasztság tömegeit is. A forradalmi vezetők vidéki lakosságot sértő egyházellenessége, a kényszersorozások és az a tény, hogy a Párizs a vidék rovására biztosította élelmiszerellátását, több felkeléshez vezetett. A radikalizálódó forradalmi kormány kényszerintézkedésekkel és terrorral válaszolt, csak Vendée-ban 1793 májusát követően 170 000 helyi lakost irtottak ki közvetlen ágyúzással és kartácstűzzel. A francia forradalom idején 40 000 embert küldtek nyaktiló alá, 200 000-et lőttek agyon, és 500 000-et zártak börtönbe, valamint francia katonák százezreinek és európaiak millióinak életét követelték a forradalmi és napóleoni háborúk.
Mindezen események arra is figyelmeztetnek, hogy az ellenforradalom megnevezése történelmi kor és ideológiai hovatartozás kérdése: a girondisták például köztársaságpártiak voltak, és csak a párizsi politika balratolódása láttatta őket a forradalom ellenségeinek. A francia forradalom nyomán alakult ki mindmáig érvényesen a fehér-vörös ellentétpár. A Bourbon-ház liliomos fehér zászlaja jelképezte az ellenforradalmat, a jakobinusok radikális szárnyának vörös zászlaja pedig a forradalom továbbvitelének szándékát jelezte. Franciaországban a royalisták 1815-ben számos egykori jakobinust és bonapartistát meggyilkoltak, amit egyes történészek fehérterrorként értékeltek.
A franciaországi ellenforradalmi gondolkodás sarokkövének számított a köztársasági államforma életképtelensége, mely sem az 1790-es években, sem az 1848–1851 közötti második köztársaság idején nem tudott gyökeret verni, sőt a történelmi előjoggal bíró csoportok mellett a polgári forradalom győztesének számító pénzarisztokrácia is a monarchia mellett foglalt állást. Érdekesség, hogy a porosz-francia háborút és a második császárság megszűntét követő franciaországi nemzetgyűlési választásokon a republikánusok nem szereztek többséget, a franciák többsége 1870-ben az alkotmányos monarchia visszaállítását kívánta, a harmadik köztársaságnak csak 1880 után sikerült megszilárdulnia (egyesek szerint a mérsékelt köztársaságpártiaknak az 1871-es párizsi kommün leverésével sikerült elfogadtatniuk magukat a francia választókkal).

## Az evolucionista történelemszemlélet kritikája
Széles körben elfogadott nézetnek számít, hogy a forradalmak a történelmi haladás hordozói, fejlettebb gazdasági-társadalmi rendszer létrehozásával járnak. (A marxista elméletek szerint pl. a társadalmi formációk szükségszerűen váltják egymást, a meghatározott történelmi szakaszokhoz kötődő termelési rendeket egészen a kommunizmus megvalósulásáig egy fejlettebb követi.) Egyes történészek azonban rámutattak, hogy a 17–19. század forradalomnak nevezett eseményei minimális változásokkal jártak az angol vagy francia bel- és külpolitikában. Jóllehet Oroszországban került sor 1917-et követően a legnagyobb változtatásokra (ideológia és tulajdonviszonyok terén), a későbbi Szovjetunióban is megmaradtak a több évszázados politikai struktúrák. Mindemellett a forradalmak nem egyszerűsíthetők le elnyomók és elnyomottak ellentétére: „Ha elfogadjuk a rendkívül leegyszerűsítő forradalom-ellenforradalom felosztást, arra a következtetésre jutunk, hogy az 1650-es évek Angliájában, az 1793-94-es Franciaországban és az 1920-as évek Oroszországában éppen az ellenforradalom volt a tömegmozgalom, s a forradalom hívei kerültek kisebbségbe.”
Általánosságban elmondható, hogy számos politikai erő tekintette magát előremutatónak, modernnek és több száz éves történelmi folyamatok tetőpontjának. „Az újonnan feltűnt jelzők, mint a »dinamikus” és a »modernizáló« meglehetősen keveset jelentenek e dinamizmus és modernizálás irányát és tartalmát illetően. Nem ismerek dinamikusabb államot a nemzetiszocialistánál, és modernizálóbbat a sztálinistánál.” A 20. század során a konzervatívok nem kizárólag a szocializmussal, a kommunizmussal és baloldali radikalizmussal szemben határozták meg magukat, hanem a nemzetiszocializmussal és fasizmussal is szembefordultak, az ehhez kapcsolódó elképzelésekre utalt a „náci forradalom” kifejezése.

## A forradalom fogalmának átértékelése
Maga a konzervativizmus – mindenekelőtt annak evolutív, angol irányzata – nem tekinthető merev és változatlan gondolatkörnek. A konzervatív, illetve jobboldali politikai pártoknak időnként át kellett értékelniük a forradalom gondolatához való viszonyukat, elsősorban azért, mivel a forradalmakat egyes országok (mindenekelőtt a Francia Köztársaság) történelemfilozófiájuk és önmeghatározásuk középpontjába helyezték. Napjainkban a magukat ellenforradalmárnak valló gondolkodók nem vonják kétségbe a törvény előtti egyenlőséget, az általános választójogot és bizonyos szociális jogokat, tehát nem feltétlenül a változtatás szándékával fellépő tömegmozgalmakat utasítják el, hanem azok szélsőséges, túlzó, diktatórikus túlkapásait. A konzervativizmus képviselőiről összefoglalóan elmondható a szabadság elfogadása és az egyenlőség tagadása; jóllehet a 19. század végétől létrejöttek társadalmi problémákra nyitottabb szerveződések (keresztényszocialisták, agráriusok, vagy a 20. század utolsó harmadától a néppártok és jobboldali gyűjtőpártok), mindmáig meghatározó maradt az egalitárius elv elutasítása és a társadalmi-politika rend erőszakos megváltoztatásának elvetése. Ugyanakkor az 1920-as években teret nyert a konzervatív forradalom gondolata, mely a közösségi elvet helyezte középpontba és kritizálta a tömegdemokráciát.
A közgondolkodást leginkább megosztó probléma, hogy egy önmagában ellentétet hordozó és több szakaszra bontható forradalom mennyiben kezelhető egységként. 1989-ben, a francia forradalom bicentenáriumán a szocialista Mitterrand elnöksége alatt a hivatalos állami megemlékezések az abszolutista monarchia elleni felkelést és a jakobinus diktatúrát ugyanazon értékes és haladónak számító örökség körébe sorolták. A politikai jobboldalon ugyanakkor jelen volt – de nem számított kizárólagosnak – a forradalom egészének elítélése.

## Magyar vonatkozások

### A két világháború közötti időszak
Az 1919–1920-ban megszülető ellenforradalmi, jobboldali rendszer az előző két forradalommal szemben határozta meg önmagát (a Tanácsköztársaság létrejöttét számos történész nem tekinti forradalomnak), ugyanakkor Tisza István liberális konzervativizmusától is eltért. Bár formálisan újra királyság lett az ország államformája, de az ország élén a kormányzó állt; ezt a tisztséget Horthy Miklós töltötte be egészen 1944-ig. A jobboldali politikai gondolkodók, mint a magyar belpolitikát konszolidáló Bethlen István a századforduló liberális és baloldali ideológiáit tették felelőssé a történelmi Magyarország összeomlásáért, míg Szekfű Gyula Három nemzedék című munkájában a teljes 19. századot hanyatlástörténetként mutatta be, éppúgy kritizálva Kossuth izgató tevékenységét, mint a dualizmus korának liberalizmusát és (saját szóhasználatával) a századfordulón megerősödő politikai destrukciót.
Az 1920-as évek nemzeti függetlenségi (fajvédő) és keresztényszocialista, majd az 1930-as évek harmadik utas, illetve korporativista, a német és olasz rezsimet másoló vagy adaptáló törekvései – melyeket szélsőjobboldali gyűjtőnéven illetnek, jóllehet több képviselőjük kívül helyezte magát a hagyományos politikai spektrumon – a Horthy-korszak társadalmi viszonyait kritizálták és több kísérletet tettek tömegpártok szervezésére. Imrédy Béla 1938 szeptemberében megtartott beszédében kijelentette, hogy „forradalmat csinálunk, de csodás forradalmat, amelyet [...] a történelemben példaként fognak emlegetni mint a huszadik század nagy magyar csodáját.” Valójában a magyar konzervatívok továbbra is elutasították a forradalmi átalakulást követelő vagy baloldali elemeket tartalmazó gondolatokat (ezt mutatta többek között a nyilasmozgalom „zöld bolsevizmus” néven való emlegetése).

### Az ellenforradalom fogalma 1945 után
A második világháborút követően Magyarország a Szovjetunió megszállási övezetébe tartozott, amely fokozatosan hozzásegítette a Rákosi Mátyás vezette Magyar Kommunista Pártot a hatalom megszerzéséhez és a sztálinista típusú egypártrendszerű diktatúra bevezetéséhez, amely 1949-re teljesedett ki. A legitimációs problémákkal küzdő rendszer saját népszerűsége érdekében nagy hangsúlyt fektetett a forradalom és szabadságharc centenáriumi megemlékezéseire, erőltetett párhuzamot láttatva a szabadságharc és saját „forradalma” között. Az 1950-es évek történészei aránytalanul nagy hangsúlyt helyeztek a földbirtokos nemesség és a klérus forradalommal szembeni szerepére (kiváló példa erre Andics Erzsébet A nagybirtokos arisztokrácia ellenforradalmi szerepe 1848–1849-ben című munkája). Ennek következtében az ellenforradalmár jelző a haladásellenes, reakciós szinonimája lett, a rendszer történelmi ellenpólusát egészen az 1980-as évek objektívebb kutatásaiig az ellenforradalmi Horthy-rendszerben határozta meg.

### 1956 megítélése a pártállam idején
Az 1956-os forradalomra leverése után a kádári megtorlás szintén az ellenforradalom címkéjét ragasztotta, annak ellenére, hogy az jellegzetesen baloldali jelszavakkal és követelésekkel (például munkástanácsok létrehozása) indult, és egyik vezetője, Nagy Imre miniszterelnök is mindvégig kommunistának vallotta magát. A felkelők jelentős része viszont a népköztársaság előtti Magyarország helyreállítását szerette volna, ennyiben az ellenforradalom kifejezésnek volt is valóságalapja. Ez a fogalom azonban – az erőteljes állami propaganda eredményeképpen – erősen pejoratívvá vált, így Magyarországon a legtöbb ember kerüli ennek használatát.

### A magyarországi jobboldal és az ellenforradalom fogalma
1956-tól időben és politikailag távolodva a magyarországi jobboldal egyes képviselői újrafogalmazzák az ellenforradalom fogalmával kapcsolatos álláspontjukat és megállapítják: a forradalmak baloldaliak, amelyek károkat okoznak a nemzeteknek. 2009 februárjában először a radikális barikad.hu portálon fogalmazta meg Pozsonyi Ádám Ellenforradalom? Nos, igen!  című cikkében, hogy „A forradalom rossz! ... 1956 épp ezért nem volt forradalom, hanem igenis ellenforradalom.”
A 2010-es választások első fordulója után Egedy Gergely már a Heti Válaszban is leszögezte: „Az ellenforradalom a konszolidáció letéteményese; a konzervativizmus maga az ellenforradalom. Nem kell tehát félnünk tőle, sőt, ez a reményünk."